# Manuela González

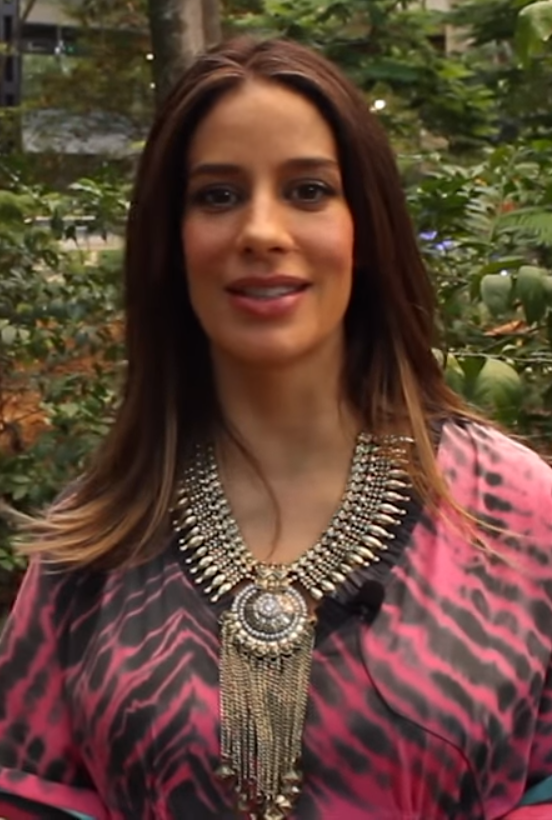
Manuela González (2016).

Manuela González (Bogotà, 14 gennaio 1977) è un'attrice colombiana nota per le sue partecipazioni alle telenovelas come Me llaman Lolita, El inútil, Ángel de la guarda, mi dulce compañía, La saga, Negocio de familia, En los tacones de Eva e in La bella Ceci. Nel 2011 fa parte della telenovela Popland!, interpretando l'antagonista. Nel 2013 ha una parte nella serie El señor de los cielos.

## Filmografia
- La mujer en el espejo (1997)
- Verano del '98 (1998)
- Amor en forma (1998)
- Me llaman lolita (1999)
- La baby sister (2000)
- El inútil (2001)
- Solterita y a la orden (2001)
- Tiempo final (2002)
- Ángel de la guarda mi dulce compañía (2003)
- La saga, negocio de familia (2004)
- En los tacones de Eva (2006-2007)
- Novia para dos (2008)
- Mujeres asesinas (2008)
- Hospital Central (2009)
- La bella Ceci y el imprudente (2010)
- Popland! (2011)
- Susana y Elvira (2012)
- Mentiras perfectas (2013)
- El señor de los cielos (2013-2014)
- El chivo (2015)
- Contra el destino (2016)

## Premi e nomination
| Anno | Categoria                              | Telenovela o serie            | Risultato   |
| ---- | -------------------------------------- | ----------------------------- | ----------- |
| 2011 | Mejor actriz protagónica de telenovela | La bella Ceci y el imprudente | Candidato/a |
| 2014 | Mejor actriz de reparto                | El señor de los cielos        | Candidato/a |

### Altri premi
- GES a la Actriz Colombiana con Proyección Internacional, por El inútil.
- Orquídea USA a la Actriz colombiana Joven, por El inútil.